# Longford (filme)
Longford é um filme biográfico britânico dirigido por Tom Hooper e escrito por Peter Morgan. É estrelado por Jim Broadbent e Samantha Morton. Foi produzido pela Granada Productions para o Channel 4, em associação com a HBO e transmitido pela primeira vez em 26 de outubro de 2006.
Longford ganhou um Globo de Ouro de melhor telefilme e foi selecionado para o Festival Sundance de Cinema de 2007, e Broadbent ganhou o BAFTA TV Award por seu papel.

## Elenco
- Jim Broadbent como Frank Pakenham, Lord Longford
- Samantha Morton como Myra Hindley
- Lindsay Duncan como Elizabeth Longford
- Tam Dean Burn como Roy
- Robert Pugh como Harold Wilson
- Anton Rodgers como William Whitelaw
- Kate Miles como Rachel Pakenham
- Lee Boardman como Apresentador do programa de rádio
- Andy Serkis como Ian Brady
- Roy Barber como Padre Kahle
- Alex Blake como Paddy Pakenham